# François Ducloux
Pour les articles homonymes, voir Ducloux.
François Ducloux est un missionnaire et important collecteur botaniste français, né le 14 novembre 1864 à Pélussin (Loire) et mort le 8 janvier 1945 à Kunming, capitale du Yunnan (Chine).

## Biographie
Il fait ses études secondaires à Lyon et y entre au grand Séminaire. Le 22 février 1888, il entre au séminaire des Missions étrangères. Il est ordonné prêtre le 21 septembre 1889 et part au Yunnan.
En 1895, il est nommé supérieur du Séminaire à Kunming (昆明), y enseigne le latin et la théologie jusqu'en 1911 et y exerce la fonction d'économe. De 1911 à 1929, il est provicaire de la paroisse de l'Immaculée Conception tout en assurant l'instruction religieuse au noviciat des religieuses chinoises. À partir de 1929, il s'établit à l'évêché et assure les fonctions de vicaire délégué, la direction des religieuses chinoises. Très fatigué, il démissionne en 1934 de sa fonction de provicaire tout en restant provicaire honoraire et continuant d'assurer des fonctions d'enseignement.
En 1922, il reçoit la médaille d'argent et le diplôme d'honneur de la Société d'horticulture de France et le 14 juillet 1924, les palmes académiques. Il a été un très important collecteur botanique : ses nombreux échantillons collectés ont alimenté les herbiers du Muséum national d'histoire naturelle.
Il décède le 8 janvier 1945 et est enseveli au cimetière de Pelongtan, dans le nord de la ville de Kunming.

## Plantes qui lui ont été dédiées
De nombreuses plantes lui ont été dédiées :
- Aconitum duclouxii H.Lév. (1909) - Renonculacée de Chine
- Albizia duclouxii Gagnep. (1911) - Fabacée de Chine (Yunnan)
- Angelica duclouxii Fedde ex H.Wolff (1930) - Apiacée de Chine (Yunnan)
- Astragalus duclouxii N.D.Simpson (1915) - Fabacée de Chine (Yunnan)
- Begonia duclouxii Gagnep. (1919) - Bégoniacée de Chine (Séchuan, Yunnan)
- Berberis duclouxiana (Gagnep.) Laferr. (1997) - Berbéridacée de Chine (Synonyme : Mahonia duclouxiana Gagnep.)
- Blumea duclouxii Vaniot -(1903) - Astéracée de Chine
- Buddleja duclouxii C.Marquand (1930) - Buddléjacée de Chine (Yunnan)
- Castanea duclouxii Dode (1908) - Fagacée de Chine
- Catalpa duclouxii Dode (1907) - Bignoniacée de Chine
- Cerasus duclouxii (Koehne) T.T.Yu & C.L.Li (1986) - Rosacée de Chine (Yunnan) (Synonyme :  Prunus duclouxii Koehne)
- Chionanthus duclouxii Hickel (1914) - Oléacée de Chine (Yunnan)
- Clematis duclouxii H.Lév. (1909) - Renonculacée de Chine
- Corydalis duclouxii H.Lév. & Vaniot (1902) - Papavéracée de Chine (Yunnan)
- Croton duclouxii Gagnep. (1922) - Euphorbiacée de Chine (Yunnan)
- Cupressus duclouxiana Hickel (1914) - Cupressacée de Chine (Yunnan)
- Cynanchum duclouxii M.G.Gilbert & P.T.Li -(1995) - Asclépiadacée de Chine (Séchuan, Yunnan)
- Cyperus duclouxii E.G.Camus (1910) - Cypéracée de Chine
- Dinetus duclouxii (Gagnep. & Courchet) Staples (1993) - Convolvulacée de Chine (Yunnan) (Synonyme : Porana duclouxii Gagnep. & Courchet)
- Diospyros duclouxii Dode (1949) - Ébénacée de Chine
- Elaeocarpus duclouxii Gagnep. (1910) - Élaéocarpacée de Chine
- Epilobium duclouxii H.Lév. (1908) - Onagracée de Chine
- Euphorbia wallichii Hook.f. subsp. duclouxii (H.Lév. & Vaniot) R.Turner (1994) - Euphorbiacée de Chine (Synonyme : Euphorbia duclouxii H.Lév. & Vaniot)
- Ficus duclouxii H.Lév. & Vaniot (1907) - Moracée de Chine
- Gentianodes duclouxii (Franch.) Á.Löve & D.Löve (1972) - Gentianacée de Chine (Synonyme : Gentiana duclouxii Franch.)
- Geranium duclouxii Yeo (1992) - Géraniacée de Chine
- Habenaria duclouxii Rolfe (1913) - Orchidacée de Chine (Yunnan)
- Impatiens duclouxii Hook.f. (1908) - Balsaminacée de Chine
- Indigofera duclouxii Craib. (1913) - Fabacée de Chine (Yunnan)
- Iris duclouxii H.Lév. (1908) - Iridacée de Chine
- Jasminum duclouxii (H.Lév.) Rehder (1934) - Oléacée de Chine (Synonyme : Melodinus duclouxii H.Lév.)
- Juglans duclouxiana Dode (1906) - Noyer (Juglandacée) de l'Himalaya et de Chine
- Lindera duclouxii Lecomte (1913) - Lauracée de Chine (Yunnan)
- Loxogramme duclouxii Christ(1907) - Polypodiacée de Chine (Yunnan)
- Lysimachia duclouxii Bonati (1914) - Primulacée de Chine (Yunnan)
- Manglietia duclouxii Finet & Gagnep. (1906) - Magnoliacée de Chine (Synonyme : Magnolia duclouxii Hu)
- Millettia duclouxii Pamp. (1910) - Fabacée
- Nothaphoebe duclouxii Lecomte (1913) - Lauracée de Chine (Yunnan)
- Paulownia duclouxii Dode (1908) - Scrophulariacée de Chine
- Pedicularis duclouxii Bonati (1908) - Scrophulariacée de Chine
- Peperomia duclouxii C.DC. (1914) - Pipéracée de Chine (Yunnan)
- Petrocosmea duclouxii Craib (1920) - Gesnériacée de Chine (Yunnan)
- Pieris duclouxii H.Lév. (1903) - Éricacée de Chine (Synonyme : Vaccinium duclouxii Hand.-Mazz
- Pimpinella duclouxii H.Boissieu -(1909) - Apiacée de Chine
- Podocarpium duclouxii (Pamp.) Y.C.Yang & P.H.Huang (1979) - Fabacée de Chine (Synonyme : Desmodium duclouxii Pamp.)
- Polygonum duclouxii H.Lév. & Vaniot (1908) - Polygonacée de Chine (Synonyme :  Persicaria duclouxii Gross)
- Polypodiodes amoena (Wall. ex Mett.) Ching var. duclouxii (Christ) Ching ex S.G.Lu (2000) - Polypodiacée de Chine (Yunnan) (Synonyme : Polypodium duclouxii Christ)
- Populus duclouxiana Dode (1905) - Peuplier (Salicacée) de Chine
- Primula duclouxii Petitm. (1908) - Primulacée de Chine
- Pseudocyclosorus duclouxii (Christ) Ching (1963) - Thélyptéridacée à distribution mondiale (Synonymes : Aleuritopteris duclouxii (Christ) Ching, Doryopteris duclouxii Christ, Cheilanthes duclouxii (Christ) Ching in C.Chr., Lastrea duclouxii (Christ) Copel., Thelypteris duclouxii (Christ) Ching)
- Pteracanthus duclouxii (Benoist) C.Y.Wu & C.C.Hu (2002) - Acanthacée de Chine (Yunnan) (Synonyme :  Strobilanthes duclouxii Benoist)
- Pterygiella duclouxii Franch. (1900) - Scrophulariacée de Chine
- Ranunculus duclouxii Finet & Gagnep. (1907) - Renonculacée de Chine
- Rhododendron duclouxii H.Lév. (1903) - Éricacée de Chine
- Rubus duclouxii H.Lév. (1908) - Rosacée de Chine
- Salix duclouxii H.Lév. (1909) - Saule (Salicacée) de Chine
- Scrophularia duclouxii Stiefelh. & Bonati (1911) - Scrophulariacée de Chine (Yunnan)
- Sophora duclouxii Gagnep. (1914) - Fabacée de Chine (Yunnan, Guizhou)
- Spodiopogon duclouxii A.Camus -(1921) - Poacée de Chine (Yunnan)
- Stachyurus duclouxii Pit. (1924) - Stachyuracée de Chine (Yunnan)
- Stauntonia duclouxii Gagnep. (1908) - Lardizabalacée de Chine
- Streptolirion duclouxii H.Lév. & Vaniot (1908) - Commélinacée de Chine
- Styrax duclouxii Perkins (1910) - Styracacée de Chine
- Swertia duclouxii Burkill (1911) - Gentianacée de Chine (Yunnan)
- Synotis duclouxii (Dunn) C.Jeffrey & Y.L.Chen (1984) - Astéracée de Chine (Synonyme : Senecio duclouxii Dunn)
- Taxillus sutchuenensis Danser var. duclouxii (Lecomte) H.S.Kiu (1983) - Loranthacée de Chine (Yunnan) (Synonyme : Loranthus duclouxii)
- Thalictrum duclouxii H.Lév. (1909) - Renonculacée de Chine
- Viola duclouxii W.Becker (1928) - Violacée de Chine (Yunnan)
- Vitex duclouxii Dop (1928) - Lamiacée de Chine (Yunnan)